# Hendrick Dubbels

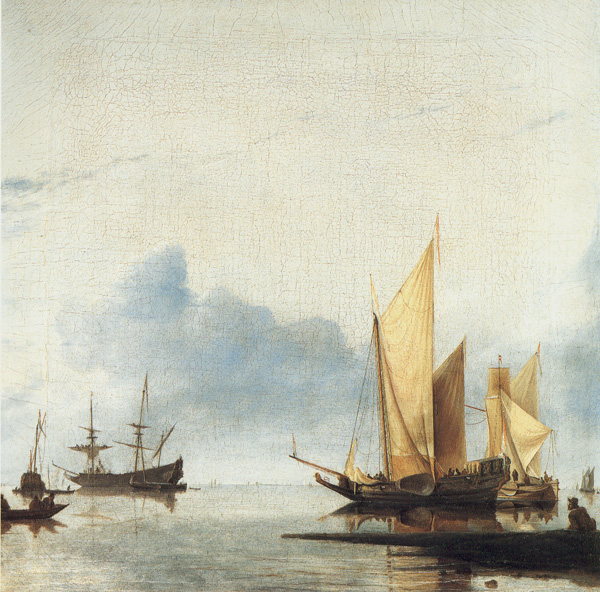
Een Hollandse jacht en andere vaartuigen door windstilte overvallen voor de kust.

Hendrick Jacobsz. Dubbels, född 1620 eller 1621 i Amsterdam, död där 1670, var en nederländsk marinmålare.
Dubbels verkade i Amsterdam och var påverkad av Simon de Vlieger samt blev en av Hollands främsta sjömålare, utmärkt för fin atmosfärisk behandling, ofta i varmt solljus. Bland Dubbels ganska fåtaliga målningar finns flera i nordiska samlingar. På Nationalmuseum finns Skeppsbrott vid klippig kust, på Kunstmuseet, Köpenhamn finns Kryssande holländska örlogsskepp i den Moltkeske samlingen finns Utsikt över en redd, och på Nivaagaard finns Skepp utanför Dordrecht. Även på Nationalgalleriet i Oslo är Dubbels representerad.